# HNLMS K XIII
Le HNLMS K XIII ou Zr.Ms. K XIII est un sous-marin de la classe K XI en service dans la Koninklijke Marine (Marine royale néerlandaise) pendant la Seconde Guerre mondiale.  

## Historique
Comme tous les autres sous-marins de la série K, le K XIII a été acheté par le ministère néerlandais des Colonies en tant que patrouilleur pour les Indes néerlandaises.
Le K XIII a été commandé le 3 septembre 1921 et déposé à Rotterdam au chantier naval de Fijenoord le 15 octobre 1923. Le lancement a eu lieu le 23 décembre 1924. Le 29 mars 1926, le bateau est mis en service dans la marine néerlandaise.
Le 27 mai 1926, le K XIII quitte Den Helder pour les Indes orientales néerlandaises. À bord se trouve le professeur Felix Andries Vening Meinesz, qui doit effectuer des mesures de gravité. Le sous-marin fait le voyage seul et emprunte une route qui passe par Horta, Willemstad, Mazatlán, San Francisco, Honolulu, Guam, Yap, Manille, Ambon et la Birmanie. Il est arrivé à Surabaya le 13 décembre 1926.
Les années suivantes, il effectue  trois autres voyages pour le professeur F.A. Vening Meinesz. Ses destinations l'amènent sur l'île Christmas, le golfe de Boni, le détroit de Makassar et Sumatra.
Le 6 septembre 1938, il participe à une revue de la flotte à Surabaya. Le spectacle a été organisé en l'honneur de la Reine Wilhelmina des Pays-Bas en l'honneur du quarantième anniversaire du règne de la Reine à la tête de l'Etat des Pays-Bas. Plus de vingt navires de la marine ont participé à la revue et l'un des six sous-marins présents.

### Seconde Guerre mondiale
Pendant la Seconde Guerre mondiale, de septembre 1939 à décembre 1941, le K XIII fait partie des opérations visant à faire respecter la neutralité des Indes orientales néerlandaises.
Début 1941, le K XIII est affecté à la 2e division de la flottille de sous-marins dans les Indes néerlandaises. Outre la K XII, le K X, le K XI et le K XII sont affectés à la 2e division.
Le K XIII patrouille du 7 au 16 décembre 1941 dans la mer de Chine méridionale et au large de la Malaisie. Au cours de cette patrouille, les Pays-Bas déclarent la guerre au Japon. Le K XIII passe sous le commandement opérationnel britannique le 9 décembre 1941. Le 10 décembre 1941, la flotte d'invasion japonaise est attaquée sans succès sur la côte nord-est de la Malaisie.
Le sous-marin est endommagé à la suite de l'explosion d'une batterie dans le port de Singapour le 21 décembre 1941. Trois hommes sont tués et trois autres blessés dans l'explosion. Le K XIII retourne ensuite à Surabaya pour y être réparé et est escorté par le destroyer Van Nes où ils arrivent le 6 janvier 1942.
Encore en réparation, le sous'marin est sabordé pour éviter qu'il ne soit capturé par les forces d'invasion japonaises le 2 mars 1942.

## Commandants
- Luitenant ter zee 2e klasse (Lt.) Baron Carel Wessel Theodorus van Boetzelaer du 13 avril 1940 au 6 juillet 1940
- Luitenant ter zee 1e klasse (Lt.Cdr.) Henri Charles Besançon du 9 septembre 1940 au 20 septembre 1941
- Luitenant ter zee 1e klasse (Lt.Cdr.) Martinus Albert Johan Derksema du 20 septembre 1941 au 6 janvier 1942